# Arrows A3

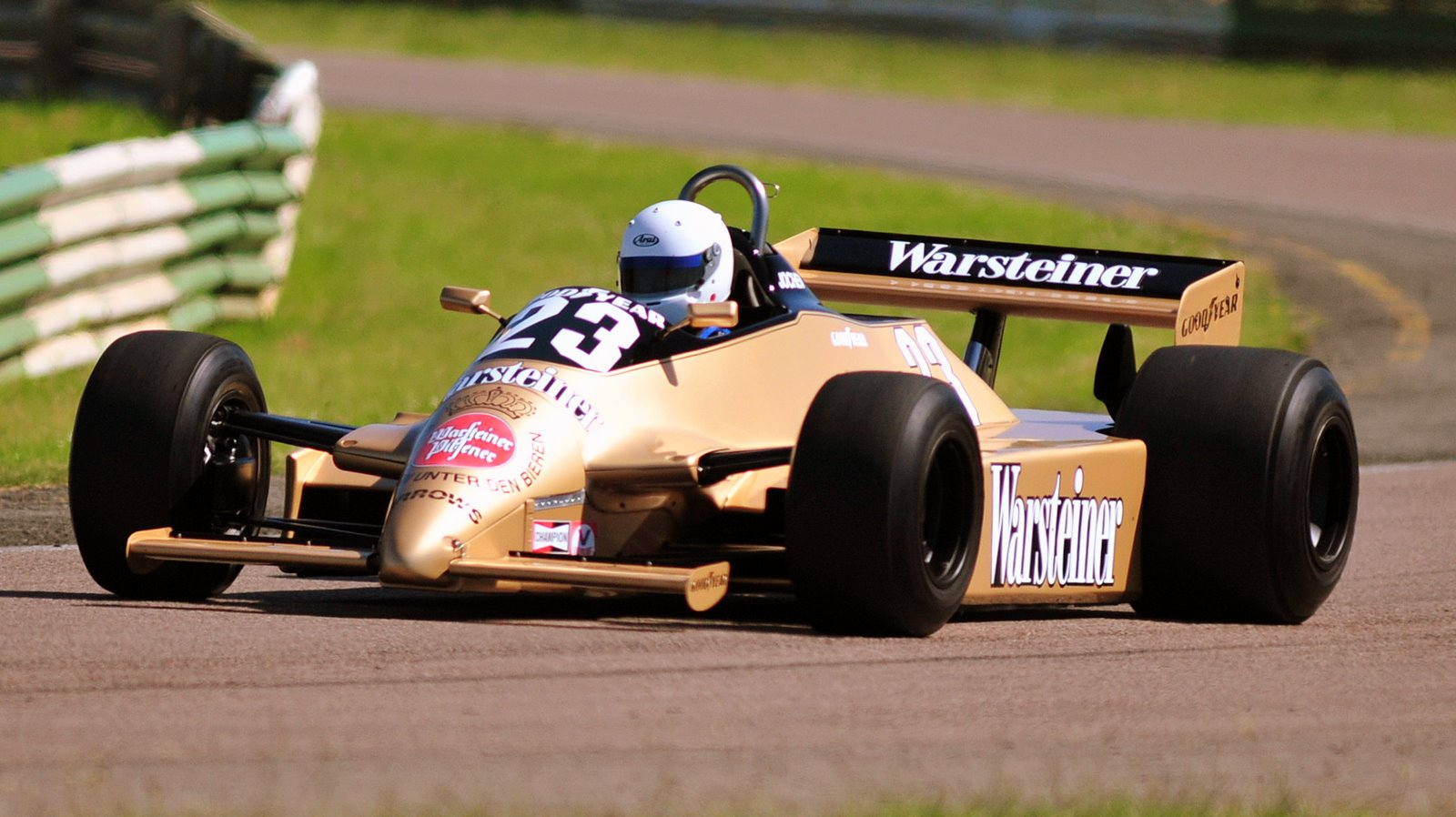
Arrows A3

Der Arrows A3 war ein Formel-1-Rennwagen, der 1980 und 1981 von Arrows in der Formel-1-Weltmeisterschaft eingesetzt wurde.

## Technik und Renngeschichte
Der Arrows A3, konstruiert von Tony Southgate und Dave Wass, war ein kompakter Rennwagen. Der Wagen hatte einen kurzen Radstand und eine schmale Spur. Aerodynamisch folgte der A3 dem A2, erhielt aber ein neues Getriebegehäuse, das den Luftwiderstand verringerte. Das Monocoque wurde in Sandwich-Bauweise gefertigt und das Fahrzeug hatte innenliegende Federn und Dämpfer. Das beste Ergebnis mit dem A3 1980 erzielte Riccardo Patrese mit dem zweiten Rang beim Großen Preis der USA-West in Long Beach.
Ende 1980 hatte Tony Southgate das Team verlassen und Dave Wass entwickelte den Wagen für die Saison 1981 alleine weiter. Arrows wechselte von Michelin- auf Pirelli-Reifen und musste die Arbeit an einer aktiven Radaufhängung aus Kostengründen einstellen. Für Jochen Mass kam der Italiener Siegfried Stohr ins Team. Für Spitzenplätze mit dem A3 sorgte 1981 nur Riccardo Patrese. Er wurde Dritter beim Großen Preis von Brasilien und Zweiter beim Großen Preis von San Marino.
Nach dem siebten Rang 1980 erreichte das Arrows-Team 1981 mit dem A3 den achten Platz im Konstrukteurspokal.